# 盖斯特拉茨
盖斯特拉茨是德国巴伐利亚州的一个市镇。总面积15.32平方公里，总人口1196人，其中男性618人，女性578人（2011年12月31日），人口密度78人/平方公里。